# Liste des ducs de Limbourg
Pour les articles homonymes, voir Limbourg.
Cette page présente la liste des possesseurs du duché de Limbourg.

## Comtes de Lengau
| Rang | Nom                                  | Règne       | Notes |
| ---- | ------------------------------------ | ----------- | --- |
| 1    | Frédéric de Luxembourg (1003 – 1065) | 1046 – 1065 | Il donne le comté de la Len en dot à sa fille Judith qui épouse Waléran d'Arlon. Celui-ci fait construire un château, qu'il nomme Limbourg (Len-burg) et en fait la capitale de son comté. |

## Comtes de Limbourg
| Rang | Nom                       | Règne       | Notes |
| ---- | ------------------------- | ----------- | --- |
| 2    | Waléran Ier Udon († 1082) | 1065 – 1082 | Comte d'Arlon sous le nom de Waléran II, il épouse Judith de Luxembourg. |
| 3    | Henri Ier (1059 – 1119)   | 1082 – 1119 | Fils de Waléran Ier, il épouse Adélaide (1061 – 1106). En 1101, l'empereur des Romains Henri IV le fait duc de Basse-Lotharingie ou Lothier et érige le Limbourg en duché. L'empereur Henri V le lui retire par la suite, mais Henri de Limbourg conserve le titre de duc et s'intitule duc de Limbourg. |

## Ducs de Limbourg
| Rang | Portrait               | Nom                               | Règne | Notes | Armoiries |
| ---- | ---------------------- | --------------------------------- | --- | --- | --------- |
| 4    |                        | Waléran II le Payen (1085 – 1139) | 1119 – 1139 | Fils d'Henri Ier, duc de Limbourg et de Basse-Lotharingie, comte d'Arlon (sous le nom de Waléran III), il épouse vers 1110 Jutte de Gueldre (1087 – 1151), dame de Wassenberg. |           |
| 5    | Henri II (1111 – 1167) | 1139 – 1170                       | Fils de Waléran II le Payen, comte d'Arlon, il épouse en 1136 Mathilde de Saffenberg (1113 – 1145), puis en 1150 Laurette d'Alsace († 1175). | |           |
| 6    |                        | Henri III (1140 – 1221)           | 1170 – 1221 | Fils d'Henri II, comte d'Arlon, il épouse Sophie de Sarrebruck (1150 – 1221). |           |
| 7    |                        | Waléran III (1180 – 1226)         | 1221-1226 | Deuxième fils d'Henri III et Marquis d'Arlon (sous le nom de Waléran IV), il épouse Cunégonde de Lorraine († 1214), fille de Ferry Ier, seigneur de Bitche, et de Ludmilla de Pologne, puis en mai 1214 à Ermesinde de Luxembourg, fille d'Henri IV l'Aveugle, comte de Luxembourg et de Namur, et d'Agnès de Gueldre. |           |
| 8    |                        | Henri IV (1195 – 1247)            | 1226 – 1247 | Fils de Waléran III, il épouse en 1218 Ermengarde († 1248), comtesse de Berg, fille d'Adolphe III, comte de Berg et de Berthe de Sayn. |           |
| 9    |                        | Waléran IV († 1279)               | 1247 – 1279 | Fils d'Henri IV, il épouse Judith de Clèves, fille de Thierry V, comte de Clèves, et d'Edwige de Misnie, puis en 1278 Cunégonde de Brandebourg, fille d'Otton III, margrave de Brandebourg, et de Béatrice de Bohême.                                                                                                  |           |
| 10   |                        | Ermengarde († 1283)               | 1279 – 1283 | Fille de Waléran IV, elle épouse en 1276 Renaud Ier († 1326), duc de Gueldre. |           |
| 11   |                        | Renaud le Querelleur († 1326)     | 1279-1288 | Fils d'Otton II de Gueldre et de Philippa de Dammartin, époux puis veuf d'Ermengarde, il conserve le Limbourg par décision de l'empereur des Romains Rodolphe Ier, mais le perd à la bataille de Worringen. |           |

## Ducs de Brabant, de Lothier et de Limbourg
| Rang | Portrait | Nom                                  | Règne     | Notes | Armoiries |
| ---- | -------- | ------------------------------------ | --------- | --- | --------- |
| 12   |          | Jean Ier le Victorieux (1253 - 1294) | 1267-1294 | Second fils d'Henri III de Brabant et d'Alice de Bourgogne, il épouse en 1269 Marguerite de France (1254-1272), fille de saint Louis, roi de France, et de Marguerite de Provence, puis en 1273 Marguerite de Flandre (1251 - 1285), fille de Gui de Dampierre, comte de Flandre, et de Mahaut de Béthune. En 1288, il fait la conquête du duché de Limbourg. |           |
| 13   |          | Jean II le Pacifique (1275 - 1312)   | 1294-1312 | Fils de Jean Ier le Victorieux, il épouse en 1290 Marguerite d'Angleterre (1275 - 1333), fille d'Édouard Ier, roi d'Angleterre, et d'Éléonore de Castille. |           |
| 14   |          | Jean III le Triomphant (1300 - 1355) | 1312-1355 | Fils de Jean II le Pacifique, il épouse en 1311 Marie d'Évreux († 1335), fille de Louis de France, comte d'Évreux, et de Marguerite d'Artois. |           |
| 15   |          | Jeanne de Brabant (1322 - 1406)      | 1355-1406 | Fille de Jean III le Triomphant, elle épouse en 1334 Guillaume II d'Avesnes (1307 - 1345), comte de Hainaut et de Hollande, puis en 1352 Venceslas Ier de Luxembourg (1337 - 1383). Elle dut affronter son beau-frère Louis II de Male, comte de Flandre, qui revendiquait la part de son épouse Marguerite de Brabant (1323-1380) et obtint au traité d'Ath (1357) Anvers et Malines. Après la mort de Venceslas, elle désigna comme héritiers sa nièce Marguerite de Flandre (1350 - 1405), comtesse de Flandre, et le mari de celle-ci, Philippe le Hardi (1342 - 1404), duc de Bourgogne. Ils léguèrent leurs droits, en 1404 et 1405, à leur second fils, Antoine, comte de Rethel, frère du duc Jean sans Peur. |           |

## Maison de Valois-Bourgogne
| Rang | Portrait | Nom                                     | Règne       | Notes | Armoiries |
| ---- | -------- | --------------------------------------- | ----------- | --- | --------- |
| 16   |          | Antoine (1384 - 1415)                   | 1406 - 1415 | Il épouse Jeanne de Luxembourg-Saint-Pol en 1402. Veuf en 1407, remarié en 1409 à Élisabeth de Goerlitz, il meurt à la bataille d'Azincourt en 1415.                                 |           |
| 17   |          | Jean IV (1403 - 1427)                   | 1415 - 1427 | Fils d'Antoine et de Jeanne de Luxembourg-Saint-Pol, il épouse en 1418 sa cousine Jacqueline de Bavière. Il meurt sans enfant en 1427.                                               |           |
| 18   |          | Philippe Ier de Saint-Pol (1404 - 1430) | 1427 - 1430 | Frère de Jean IV, il lui succède en 1427 mais meurt à son tour sans enfant. |           |
| 19   |          | Philippe II le Bon (1396 – 1467)        | 1430-1467   | Il est le fils unique du duc de Bourgogne Jean sans Peur et de Marguerite, fille du duc Albert de Bavière. Il hérite du Brabant à la mort de son cousin Philippe de Saint-Pol.       |           |
| 20   |          | Charles le Téméraire (1433 – 1477)      | 1467-1477   | Fils unique de Philippe le Bon, il est le dernier homme de la maison de Valois-Bourgogne. Malgré trois différentes épouses, il n'a eu qu'un seul enfant qui était une fille.         |           |
| 21   |          | Marie de Bourgogne (1457 – 1482)        | 1477-1482   | Après Philippe II le Hardi, Jean sans Peur, Philippe III le Bon et Charles le Téméraire, elle est la cinquième et dernière duchesse de Bourgogne de la branche des Valois-Bourgogne. |           |

## Maison de Habsbourg
| Rang | Portrait | Nom                                     | Règne       | Notes | Armoiries |
| ---- | -------- | --------------------------------------- | ----------- | --- | --------- |
| 22   |          | Philippe III le Beau (1478 - 1506)      | 1482 - 1506 | Fils de Maximilien Ier et de Marie de Bourgogne. De son propre chef, il fut « duc de Bourgogne » (souverain des Pays-Bas). Par mariage avec Jeanne Ire de Castille dite Jeanne la Folle : roi de León et de Castille (1504-1506).                                                             |           |
| 23   |          | Charles II de Gand (1500 - 1558)        | 1506 - 1555 | Fils de Philippe le Beau. De son propre chef : « duc de Bourgogne » (souverain des Pays-Bas), roi des Espagnes et des Indes (Charles Ier), et autres titres. Par élection : empereur des Romains (Charles Quint).                                                                             |           |
| 24   |          | Philippe IV le Catholique (1527 - 1598) | 1555 - 1598 | Fils de Charles Quint. Roi d'Espagne (Philippe II). Il quitta définitivement les Pays-Bas pour l'Espagne en 1559. Ses successeurs n'y revinrent jamais. |           |
| 25   |          | Isabelle d'Espagne (1566 - 1633)        | 1598 - 1621 | Fille de Philippe IV, elle dirigea les Pays-Bas à titre personnel jusqu'à la mort d'Albert, puis au nom de son neveu, Philippe V. |           |
| 26   |          | Albert d'Autriche (1559 - 1621)         | 1598 - 1621 | Fils de Maximilien II, empereur élu des Romains, neveu de Charles VII de Gand, il gouverna les Pays-Bas au nom de Philippe le Catholique à partir de 1595, puis à titre personnel de son mariage avec son arrière-cousine Isabelle jusqu'à sa mort.                                           |           |
| 27   |          | Philippe V le Grand (1605 - 1665)       | 1621 - 1665 | Fils de Philippe, lui-même fils de Philippe III le Catholique, il hérita des Pays-Bas quand Albert mourut sans qu'Isabelle ait de descendance mâle, deux mois et demi après qu'il soit devenu roi des Espagnes et roi de Portugal (il perdra ce dernier trône lors de la révolution de 1640). |           |
| 28   |          | Charles III l'Ensorcelé (1661 - 1700)   | 1665 - 1700 | Fils de Philippe V le Grand, il régna jusqu'en 1677 sous la régence de sa mère, Marie-Anne d'Autriche, et mourut sans héritier du fait de sa dégénérescence congénitale, ce qui entraîna la guerre de Succession d'Espagne.                                                                   |           |

## Maison de Bourbon
| Rang | Portrait | Nom                                | Règne       | Notes | Armoiries |
| ---- | -------- | ---------------------------------- | ----------- | --- | --------- |
| 29   |          | Philippe VI le Brave (1683 - 1746) | 1700 - 1713 | Arrière-arrière-petit-fils de Philippe III (roi d'Espagne) et arrière-petit-fils de Philippe V le Grand, il se vit léguer les Espagnes par Charles III mais dut affronter les revendications des Habsbourg d'Autriche, à qui il céda les Pays-Bas au traité d'Utrecht (1713). |           |

## Maison de Habsbourg(1713-1780) puisMaison de Habsbourg-Lorraine
| Rang | Portrait | Nom                         | Règne       | Notes | Armoiries |
| ---- | -------- | --------------------------- | ----------- | --- | --------- |
| 30   |          | Charles IV (1685 - 1740)    | 1713 - 1740 | Arrière-arrière-arrière-petit-fils de Ferdinand Ier, frère de Charles III de Gand, il est prétendant au trône d'Espagne de 1700 à 1713 et empereur élu des Romains à partir de 1711. Il reçoit les Pays-Bas par le traité d'Utrecht, en échange de sa renonciation à l'Espagne. |           |
| 31   |          | Marie-Thérèse (1717 - 1780) | 1740 - 1780 | Fille de Charles, elle voit ses droits à la couronne d'Autriche contestés par Charles de Bavière puis s'impose en 1748 après que son époux ait été élu empereur des Romains. |           |
| 32   |          | Joseph (1741 - 1790)        | 1780 - 1790 | Fils aîné de Marie-Thérèse, il est élu empereur des Romains à la mort de son père, puis hérite des possessions de sa mère à la mort de celle-ci. Un mois avant sa mort, les Pays-Bas se révoltent contre lui et forment les États-Belgiques-Unis.                               |           |
| 33   |          | Léopold (1747 - 1792)       | 1790 - 1792 | Deuxième fils de Marie-Thérèse, il est élu empereur des Romains à la mort de son frère, puis écrase la révolution brabançonne et signe la déclaration de Pillnitz. |           |
| 34   |          | François (1768 - 1835)      | 1792 - 1795 | Fils de Léopold, élu empereur des Romains, il voit les Pays-Bas occupés (1792) puis annexés (1795) par la France, annexion qu'il reconnaît en 1797 par le traité de Campo-Formio.                                                                                               |           |

## Maison d'Orange-Nassau (1839 -1866)
Après la scission du Limbourg par le traité des XXIV articles du 19 avril 1839, la partie orientale de l'ancienne province de Limbourg du Royaume uni des Pays-Bas fut octroyée à la maison d'Orange-Nassau pour compenser la perte du Luxembourg par le même traité. La partie occidentale, quant à elle, devint la province belge du Limbourg. Le territoire fut reformé en tant que duché de Limbourg et faisait alors également  partie de la confédération germanique. Lors de la dissolution de celle-ci, le 23 août 1866, le duché fut rendu aux Pays-Bas pour devenir la province néerlandaise du Limbourg.
| Rang | Portrait      | Nom                                                | Règne                          | Notes | Armoiries |
| ---- | ------------- | -------------------------------------------------- | ------------------------------ | --- | --------- |
| 35   | Guillaume Ier | Guillaume Ier (24 août 1772 – 12 décembre 1843)    | 19 avril 1839 - 7 octobre 1840 | Fils de Guillaume V d'Orange-Nassau (1748-1806), stathouder des Pays-Bas, et de Wilhelmine de Prusse (1751-1820). |           |
| 36   | Guillaume II  | Guillaume II (6 décembre 1792 – 17 mars 1849)      | 7 octobre 1840 - 17 mars 1849  | Fils du précédent et de Wilhelmine de Prusse (1774-1837).                                                         |           |
| 37   | Guillaume III | Guillaume III (19 février 1817 – 23 novembre 1890) | 12 mai 1849 - 23 août 1866     | Fils du précédent et d'Anna Pavlovna de Russie.                                                                   |           |